# Just Roll with It
Just Roll with It (en Hispanoamérica, Sigue La Corriente en Disney Channel y Adapta a Ello en Disney+; en España, Sígueme el Rollo) es una serie de televisión estadounidense familiar de comedia creada por Adam Small y Trevor Moore que fue estrenada en Disney Channel el 14 de junio de 2019. La serie está protagonizada por Ramon Reed, Kaylin Hayman, Suzi Barrett, y Tobie Windham.

## Reparto y personajes

### Principales
- Ramon Reed como Owen Blatt, un estudiante ejemplar; le gusta seguir las reglas y respetar los horarios; hijo de Byron, hijastro de Rachel, y hermanastro de Blair
- Kaylin Hayman como Blair Bennett, una preadolescente; hija de Rachel, hijastra de Byron, y hermanastra de Owen
- Suzi Barrett como Rachel Bennett-Blatt, una militar veterana condecorada y la gerente general de BEATZ 101; mamá de Blair, madrastra de Owen, y esposa de Byron
- Tobie Windham como Byron Blatt, una personalidad de la radio en BEATZ 101; padre de Owen, padrastro de Blair y esposo de Rachel

### Recurrentes
- Lela Brown como DJ Lela B, una DJ rapera que trabaja cerca de la audiencia en vivo
- Michael Lanahan como Sr. Penworth, profesor de Owen y Blair
- Candace Kozak como Ruth, mejor amiga de Blair, también es amiga de Owen
- JC Currais como The Gator, copatrocinador de Byron en BEATZ 101, también pertenece a un doyo de karate y tiene hábitos extraños

### Estrellas invitadas más notables
- John Michael Higgins como Caleb Barnswallow,[1] un antiguo amigo de Rachel en el ejército[2]
- Raven-Symoné como Betsy Hagg,[3] una vampira autoproclamada
- Miranda May como Mrs. Polapamus[3]

## Sinopsis
La familia Bennett-Blatt no tienen mucho en común entre ellos mientras viven su vida en Akron. Cuando la sirena suena, los actores toman un descanso mientras que la audiencia del estudio en vivo deciden que pasará después. Desde ahí, la audiencia del estudio en vivo votan para ver que pasará con la familia y son presentadas 3 opciones durante ciertas escenas. Si hay un empate entre 2 opciones, ambas ocurrirán.

## Producción
El 24 de octubre de 2018, Disney Channel anunció que había ordenado una nueva serie de comedia familiar llamada Just Roll with It. Adam Small y Trevor Moore serían los productores ejecutivos. La serie es producida por Kenwood TV Productions. Se tenía previsto estrenarse en verano de 2019. El 26 de abril de 2019, se anunció que la serie tendría un vistazo especial el 14 de junio de 2019, antes de su estreno oficial el 19 de junio de 2019.
El 28 de agosto de 2019, se anunció que habría una transmisión interactiva especial el 4 de octubre de 2019. Issac Ryan Brown, Ruby Rose Turner y Ruth Righi presentan el especial, que incluye una actuación musical, con Raven-Symoné y Miranda May como estrellas invitadas. 
El 10 de septiembre de 2019, se anunció que Disney Channel renovó la serie para una segunda temporada y entró en un acuerdo de desarrollo general con los creadores de la serie. La producción de la segunda temporada está programada para comenzar en septiembre de 2019

## Episodios
| Temporada | Temporada | Episodios | Estados Unidos      | Estados Unidos     | Latinoamérica                            | Latinoamérica                     | España   | España |
| Temporada | Temporada | Episodios | Comienzo            | Final              | Comienzo                                 | Final                             | Comienzo | Final  |
| --------- | --------- | --------- | ------------------- | ------------------ | ---------------------------------------- | --------------------------------- | -------- | ------ |
|           | 1         | 22        | 14 de junio de 2019 | 8 de marzo de 2020 | 16 de noviembre de 2019 (Disney Channel) | No Estreno17 de noviembre de 2020 | TBA      | TBA    |
|           | 2         | 21        | 15 de marzo de 2020 | 14 de mayo de 2021 | No Estreno17 de noviembre de 2020        | No Estreno17 de noviembre de 2020 | TBA      | TBA    |